# None But the Brave Deserve the Fair
None But the Brave Deserve the Fair è un cortometraggio muto del 1912 diretto da William Humphrey.

## Produzione
Il film fu prodotto dalla Vitagraph Company of America.

## Distribuzione
Distribuito dalla General Film Company, il film - un cortometraggio in una bobina - uscì nelle sale cinematografiche statunitensi il 28 ottobre 1912 mentre nel Regno Unito fu distribuito l'8 maggio 1913.